# Nego Di
Dilson Alves da Silva Neto, mais conhecido como Nego Di (Porto Alegre, 1 de junho de 1994), é um humorista, influenciador, apresentador e empresário brasileiro. Ficou conhecido nacionalmente após sua polêmica passagem pelo reality show Big Brother Brasil em 2021, quando foi eliminado do programa com 98,76% dos votos. Condenado a mais de 11 anos de detenção por estelionato, atualmente, ele se encontra em liberdade provisória, cumprindo medidas cautelares na sua residência, enquanto aguarda os próximos passos do processo.

## Primeiros anos
Criado apenas pela mãe, Nego Di começou a trabalhar jovem para ajudar a pagar as contas de casa, realizando serviços como cozinheiro, garçom, taxista, e teve sua própria barbearia, além de ter servido ao Exército.

## Carreira
O personagem Nego Di surgiu em 2016. Viralizou na internet com áudios no WhatsApp, sendo classificado como WhatsApper; Nego Di foi um dos pioneiros desse tipo de humor. É o autor de bordões conhecidos, como: "Hoje é dia de maldade” e "É us guris".
Em 2018, estreou no programa de rádio Pretinho Básico, da Rede Atlântida. Atuou com integrante fixo, tendo permanecido no programa até 2020.

### Big Brother Brasil
Em 19 de janeiro de 2021, foi Nego Di foi confirmado como um dos 20 participantes da vigésima primeira temporada do reality show Big Brother Brasil, da TV Globo. Nego Di foi o terceiro participante a ser eliminado, obtendo o maior índice de rejeição da história do programa com 98,76% dos votos, tendo o seu recorde superado na semana seguinte, quando Karol Conká foi eliminada do programa com 99,17% dos votos.

### Atuação nas enchentes que afetaram o Rio Grande do Sul
Durante as enchentes no Rio Grande do Sul em 2024, o influencer saiu as ruas da Região Metropolitana do estado, prestando ajuda aos afetados com mantimentos e doações. Ao mesmo tempo, Nego Di começou a gravar vídeos curtos para o Instagram, nos quais criticava atitudes do governador Eduardo Leite e do presidente Lula. A postura fervorosa rapidamente atraiu um grande público para o humorista, que seguiu criticando as autoridades estaduais e federais, sendo até mesmo acusado de agir de maneira reacionária e de disseminar informações falsas.
Porém, sua atitude que mais chamou atenção no período das enchentes foi quando em vídeo, Nego Di anunciou uma suposta doação de um milhão de reais para as vítimas das enchentes, por meio de uma Vaquinha organizada pelo humorista Badin. Posteriormente, foi descoberto, via quebra de sigilo bancário, que Nego Di fraudou a doação, e doou apenas cem reais.
Na época das enchentes, Nego Di também esteve envolvido em discussões com diversas personalidades, que criticaram sua postura agressiva, entre elas, o youtuber Nando Moura, que acusou Nego Di de disseminar informações falsas a respeito do programa de doações promovido pelo governo do estado do Rio Grande do Sul. A deputada Luciana Genro também criticou Nego Di, o acusando de estar a serviço da extrema-direita. Em ambas as acusações, Nego Di respondeu de maneira agressiva.

### Caso de rifas virtuais
Em 12 de julho de 2024, Nego Di e a mulher dele, Gabriela Sousa, foram alvos de uma operação do Ministério Público do Rio Grande do Sul em Santa Catarina que apura a suspeita de lavagem de 2 milhões de reais após a promoção de rifas virtuais que, segundo o MP, são ilegais. De acordo com o promotor de Justiça responsável pela investigação, Flávio Duarte, dois veículos de luxo foram sequestrados. Uma arma de uso restrito das Forças Armadas, sem registro, foi apreendida. A mulher do influenciador foi presa em flagrante. Gabriela foi solta após pagar fiança de 14 mil reais.
Após o reality, ele começou a promover rifas em redes sociais, divulgando no regulamento que "quem comprar mais números" ganha o prêmio. A prática é investigada pelo Ministério Público (MP) e motivou a operação contra ele e sua companheira no mesmo dia.
Em 30 de abril de 2025, Nego Di e Gabriela Sousa, foram ouvidos na primeira audiência referente ao suposto caso do esquema de fraudes em rifas. A advogada dos suspeitos, Camila Kersch, afirmou que "a defesa acredita que com a instrução processual onde se assegura o contraditório e ampla defesa Dilson e Gabriela esclarecerão os fatos que lhe são imputados e irão comprovar inocência, possuindo provas da licitude de seus bens compatíveis com a renda e movimentação financeira lícita".
Já o Ministério Público, responsável pela acusação, sustenta que a suposta vencedora da rifa do carro, avaliado em mais de R$ 500 mil, não existe. "Ele fraudou a rifa para obter valores, induzir as pessoas a adquirirem os bilhetes em erro, obteve valores ilícitos em decorrência disso, não entregou o prêmio e, mais do que isso, ainda simulou a entrega ou a tentativa de entrega para uma pessoa que não existe", afirma o promotor da 8ª Promotoria de Justiça Especializada Criminal, Flávio Duarte.

### Prisão preventiva por estelionato
No dia 14 de julho de 2024, dois dias após a polícia cumprir um mandado de busca e apreensão em sua residência, em Jurerê Internacional, o próprio Nego Di recebeu voz de prisão. O humorista foi preso preventivamente, acusado de estelionato, a prisão se deu a partir do momento que as autoridades entenderam que o mesmo teria recursos para uma possível fuga. Dois dias depois, o influencer teve um pedido de habeas corpus negado. Ele foi acusado de ter lesado mais de 400 pessoas, por meio da Loja Tá Di Zueira, negócio que operou ao lado seu sócio Anderson Bonetti no ano de 2022. Nego Di ajudava na divulgação da venda de aparelhos eletrônicos e eletrodomésticos, esses que eram anunciados por um preço muito abaixo do mercado, o rosto do humorista estava estampado em diversas propagandas da loja, que no total, teria causado um prejuízo de mais de 5 milhões de reais aos clientes lesados.
No dia 23 de julho, o antigo sócio de Nego Di, Anderson Bonetti, foi localizado e preso em Bombinhas. Em 18 de outubro, Nego Di e Anderson Bonetti foram ouvidos, em audiência que contou com a presença de pessoas que supostamente foram lesadas pelos acusados. Em 23 de outubro, Nego Di teve seu terceiro pedido de habeas corpus negado.

### Saída da cadeia
Em 27 de novembro, o Superior Tribunal de Justiça (STJ) concedeu liberdade provisória ao humorista, que deixou a Penitenciária Estadual de Canoas (Pecan), após mais de quatro meses, especificamente 136 dias, detido. O ministro Reynaldo Soares da Fonseca, da 5ª Turma do STJ, determinou uma série de medidas cautelares que deverão ser cumpridas por Nego Di, agora em liberdade. Entre as imposições, estão: a proibição do uso das redes sociais, comparecimento periódico ao juizado, impedimento da mudança de endereço e recolhimento do passaporte.
Ao sair da penitenciária, o influenciador estava visivelmente abaixo do peso, com 33 kg a menos, e carregando uma camiseta com a escrita "Deus é o maior", essas que também foram as únicas palavras ditas por Nego Di no momento da saída.

### Condenação por estelionato
No dia 10 de junho de 2025, o humorista Nego Di, e o seu antigo sócio, Anderson Bonetti, foram condenados a 11 anos e oito meses de prisão por aplicação golpes em 16 pessoas por meio de vendas fraudulentas em sua loja virtual, explorando sua imagem pública para atrair vítimas e lucrar de forma indevida. A Justiça descreve a ação como um esquema bem estruturado, que funcionou entre março e julho de 2021. Apesar da condenação, ele segue em liberdade provisória com restrições judiciais, na sua residência, em Palhoça, enquanto seu sócio continua preso. O caso ganhou repercussão pelo uso da influência digital como ferramenta central na aplicação das fraudes.
Em 15 de junho de 2025, Nego Di concedeu uma entrevista para Roberto Cabrini, que foi ao ar no programa Domingo Espetacular, da TV Record, sendo essa sua primeira entrevista ou declaração pública após a sua prisão, em julho de 2024. Na entrevista, Nego Di negou ter enganado os seus clientes. Ele alegou ter sido enganado pelo seu antigo sócio, Anderson Bonetti. Em relação à suposta doação de um milhão durante as Enchentes no Rio Grande do Sul em 2024, ele afirmou que a doação de um milhão foi uma jogada de marketing, mas doou aproximadamente metade do valor, e que combinou de doar o restante parcelado, mas não pode fazer, pois esteve detido.

## Filmografia

### Televisão
| Ano  | Título             | Papel                    | Notas        | Ref    |
| ---- | ------------------ | ------------------------ | ------------ | ------ |
| 2021 | Big Brother Brasil | Participante (17º lugar) | Temporada 21 | [ 23 ] |

## Internet
| Ano  | Título       | Ref.   |
| ---- | ------------ | ------ |
| 2021 | Fora de Área | [ 24 ] |